# Lepturges onorei
Lepturges onorei es una especie de escarabajo longicornio del género Lepturges, categorizada en la tribu Acanthocinini, de la subfamilia Lamiinae. Fue descrita por Santos-Silva & al. en 2021.

## Descripción
Mide 7,8 mm de longitud.

## Distribución
Se distribuye por Ecuador.